# Laniarius erythrogaster
Laniarius erythrogaster là một loài chim trong họ Malaconotidae. Loài này được tìm thấy ở Burundi, Cameroon, Cộng hòa Trung Phi, Tchad, Cộng hòa Dân chủ Congo, Eritrea, Ethiopia, Kenya, Nigeria, Rwanda, Sudan, Tanzania, và Uganda.
Môi trường sinh sống tự nhiên của nó là savanna khô, rừng cây bụi nhiệt đới hoặc bán nhiệt đới hay đồng cỏ thấp ngập nước hay ngập theo mùa nhiệt đới và cận nhiệt đới.